# 松ノ浜駅
松ノ浜駅（まつのはまえき）は、大阪府泉大津市二田町一丁目に所在する、南海電気鉄道南海本線の駅。駅番号はNK19。

## 歴史

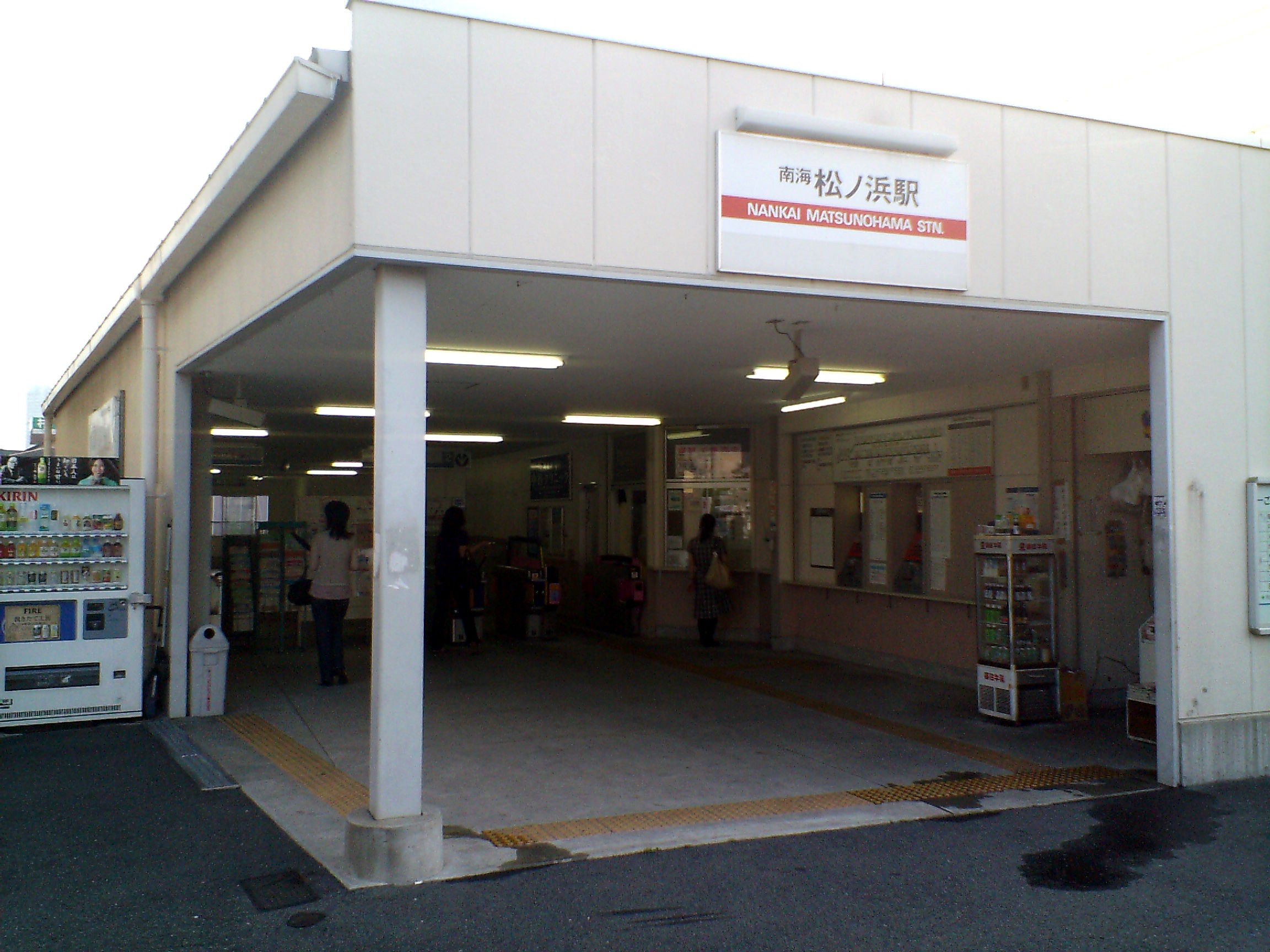
高架化前の和歌山市方面駅舎

- 1914年（大正3年）12月10日：南海鉄道の葛葉（現・高石駅） - 大津駅（現・泉大津駅）間に助松駅として新設。
- 1944年（昭和19年）6月1日：会社合併により近畿日本鉄道の駅となる。
- 1947年（昭和22年）6月1日：路線譲渡により南海電気鉄道の駅となる。
- 1960年（昭和35年）12月15日：松ノ浜駅と改称。
- 2003年（平成15年）2月22日：高架化工事に伴い下り線のみ仮駅に移行。
- 2004年（平成16年）7月17日：高架化工事に伴い上り線を仮線に移行[1]。
- 2008年（平成20年）6月7日：上り線高架化。
- 2012年（平成24年）
  - 4月1日 ：駅ナンバリングが導入され、使用を開始[2][3]。
  - 8月4日：下り線高架化、これに伴い駅中心が和歌山市方面に約86 m移転し、難波起点のキロ程が19.4 kmから19.5 kmに変更される[4]。
- 2013年（平成25年）4月1日：駅係員無人化を開始。

## 駅構造
2面2線の高架駅である。ホームは相対式で、改札口は1階にある。無人駅のため、窓口は、閉鎖されている(ただし、自動改札機横手にインターホンがあり、泉大津駅の係員が応対している)。上り線が高架化するまで、一時的に単式ホーム2面2線（大阪メトロ御堂筋線なんば駅と同じ構造）になっていた。トイレは設置されている。高架後も有効長は6両編成のまま、延伸されていない。

### のりば
| のりば | 路線   | 方向 | 行先                   |
| ------ | ------ | ---- | ---------------------- |
| 1      | 南海線 | 下り | 関西空港・和歌山市方面 |
| 2      | 南海線 | 上り | なんば方面             |

## 利用状況
2019年（令和元年）次の1日平均乗降人員は3,944人（乗車人員：2,004人、降車人員：1,940人）である。
各年次の1日平均乗降・乗車人員数は下表の通り。
| 年次               | 1日平均 乗降人員 | 1日平均 乗車人員 | 順位 | 出典   |
| ------------------ | ---------------- | ---------------- | ---- | ------ |
| 2000年（平成12年） | 3,908            | 1,981            | -    | [ 6 ]  |
| 2001年（平成13年） | 3,871            | 1,960            | -    | [ 7 ]  |
| 2002年（平成14年） | 3,854            | 1,952            | -    | [ 8 ]  |
| 2003年（平成15年） | 3,726            | 1,896            | -    | [ 9 ]  |
| 2004年（平成16年） | 3,593            | 1,822            | 58位 | [ 10 ] |
| 2005年（平成17年） | 3,555            | 1,807            | -    | [ 11 ] |
| 2006年（平成18年） | 3,709            | 1,899            | -    | [ 12 ] |
| 2007年（平成19年） | 3,862            | 1,978            | -    | [ 13 ] |
| 2008年（平成20年） | 3,875            | 1,993            | -    | [ 14 ] |
| 2009年（平成21年） | 3,749            | 1,921            | -    | [ 15 ] |
| 2010年（平成22年） | 3,769            | 1,928            | -    | [ 16 ] |
| 2011年（平成23年） | 3,770            | 1,934            | 58位 | [ 17 ] |
| 2012年（平成24年） | 3,811            | 1,939            |      | [ 18 ] |
| 2013年（平成25年） | 3,821            | 1,924            |      | [ 19 ] |
| 2014年（平成26年） | 3,764            | 1,881            | 59位 | [ 20 ] |
| 2015年（平成27年） | 3,859            | 1,942            | 58位 | [ 21 ] |
| 2016年（平成28年） | 3,903            | 1,967            | 58位 | [ 22 ] |
| 2017年（平成29年） | 3,965            | 2,011            | 58位 | [ 23 ] |
| 2018年（平成30年） | 4,042            | 2,061            | 57位 | [ 24 ] |
| 2019年（令和元年） | 3,944            | 2,004            | 57位 | [ 25 ] |

## 駅周辺

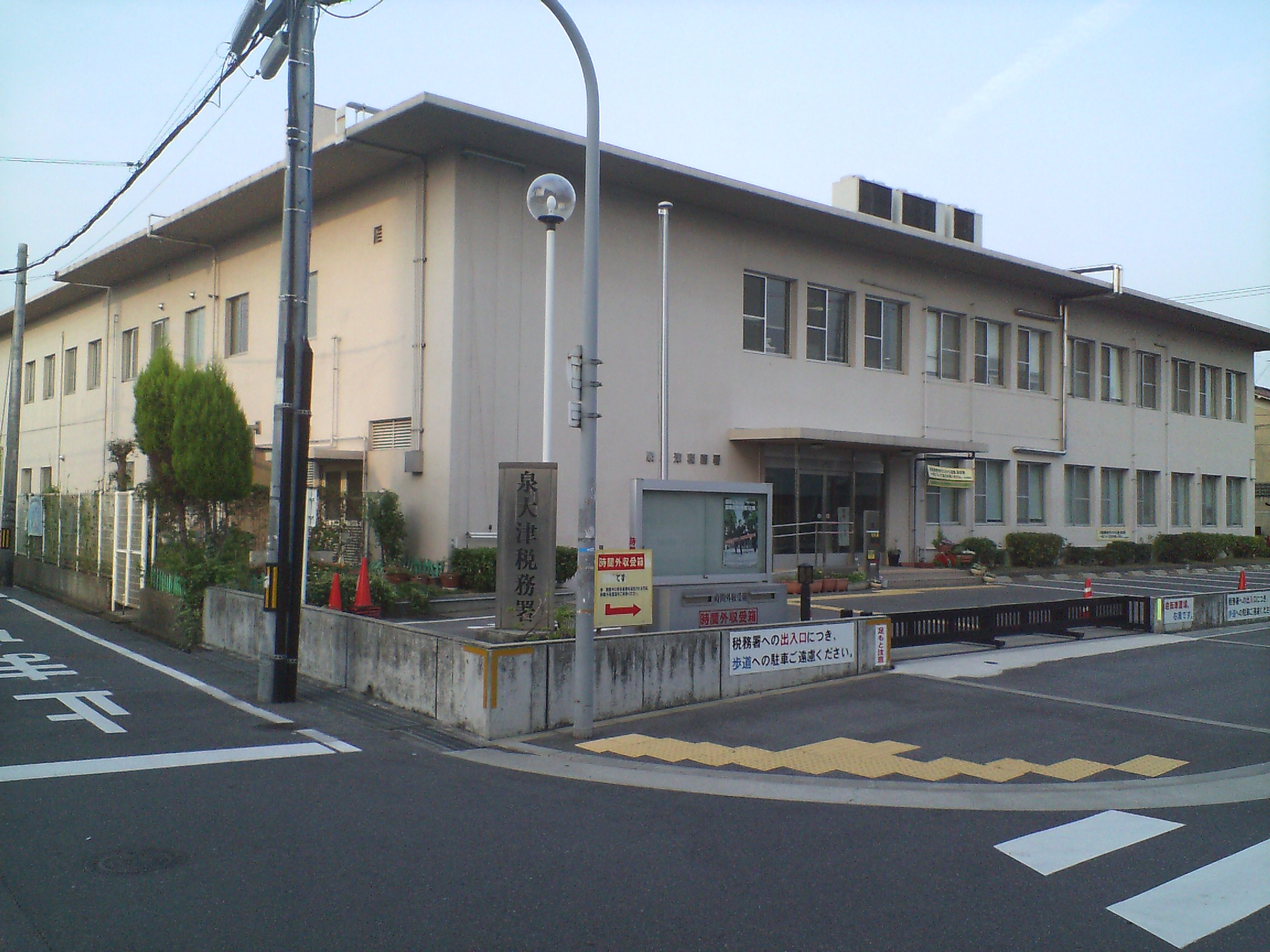
泉大津税務署

駅の東側には「あすと松ノ浜」、泉大津税務署がある。
やや離れるが、大阪府立弥生文化博物館の最寄駅の一つとされている。さらに離れた位置に信太山駐屯地の正門前に至り、信太山駅ができるまでは最寄駅とされていた。どちらも当駅から一本道で行ける。
駅の西側には駅開設とともに開発された住宅地が広がっている。浜寺公園駅周辺の閑静な住宅地に似た雰囲気を持ち、当初は南浜寺とも形容された。
堺阪南線（旧国道26号）松之浜町交差点付近に「松ノ浜ドライブイン」がある。国道26号現役時代は長距離トラックなどで賑っていたが、高速道路等の整備によって次第に縮小され、現在ではゲームセンターとコンビニエンスストア（ローソン）のみになっている。

## 隣の駅
南海電気鉄道
 南海本線
■特急サザン・■急行・■空港急行・■区間急行
通過
■準急（難波行きのみ運転）・■普通
北助松駅 (NK18) - 松ノ浜駅 (NK19) - 泉大津駅 (NK20)
- 括弧内は駅番号を示す。